# Amtsgericht Lobsens
Das Amtsgericht Lobsens war ein preußisches Amtsgericht mit Sitz in Lobsens.

## Geschichte
Das königlich preußische Amtsgericht Lobsens wurde mit Wirkung zum 1. Oktober  1879 als eines von 13 Amtsgerichten im Bezirk des Landgerichtes Schneidemühl im Bezirk des Oberlandesgerichtes Marienwerder gebildet. Der Sitz des Gerichtes war  Lobsens. Sein Gerichtsbezirk umfasste aus dem Kreis Wirsitz den Stadtbezirk Lobsens, den Polizeidistrikt Lobsens, aus dem Polizeidistrikt Mrotschen die Gemeindebezirke Debente, Katharinendorf, Kazmierow, Rosmin, Runowo, Seethal und Zabartowo sowie die Gutsbezirke Isabella, Podgorze, Raygrod, Rothof, Runowo, Runowo Mühle und Witoslaw, aus dem Polizeidistrikt Weißemhöhe die Gemeindebezirke Collin, Heinrichsfelde, Deutsch-Ruhden und Stahren sowie die Gutsbezirke Collin, Czaycze, Elonorehof, Marienwalde, Neuenfelde, Stahren und Wollin sowie aus dem Polizeidistrikt Wirsitz die Gemeindebezirke Carlsbach, Charlottenburg, Gromaden, Hermannsdorf, Kaisersdorf und Seeburg sowie die Gutsbezirke Augustenhof und Charlottenburg sowie aus dem Gutsbezirk Witzleben die Vorwerke Jobshöhe und Marienau. 
Am Gericht bestanden 1880 zwei Richterstellen. Das Amtsgericht war damit ein kleines Amtsgericht im Landgerichtsbezirk. Der Amtsgerichtsbezirk kam aufgrund des Versailler Vertrages 1919 zu Polen, und das Amtsgericht stellte seine Arbeit ein. Im Jahre 1939 wurde Polen deutsch besetzt. Im Rahmen der Neuorganisation der Gerichte in Ostdeutschland und im ehemaligen Polen wurden das Amtsgericht Lobsens neu gebildet und diesmal dem Landgericht Bromberg zugeordnet.
Im Jahre 1945 wurde der Amtsgerichtsbezirk unter polnische Verwaltung gestellt, und die deutschen Einwohner wurden vertrieben. Damit endete auch die Geschichte des Amtsgerichtes Lobsens.